# Heathen Chemistry Tour
Heathen Chemistry Tour – szósta trasa koncertowa grupy muzycznej Oasis, w jej trakcie odbyło się osiemdziesiąt osiem koncertów.
1. 17 czerwca 2002 – Lyon, Francja – Transbourder
2. 19 czerwca 2002 – Barcelona, Hiszpania – Razzmatazz
3. 21 czerwca 2002 – Modena, Włochy – Vox Club
4. 24 czerwca 2002 – Berlin, Niemcy – Columbiahalle
5. 26 czerwca 2002 – Sztokholm, Szwecja – Cirkus Djurgarden
6. 29 czerwca 2002 – Belfast, Irlandia Północna – Odyssey Arena
7. 30 czerwca 2002 – Belfast, Irlandia Północna – Odyssey Arena
8. 2 lipca 2002 – Hull, Anglia – Hull Arena
9. 3 lipca 2002 – Hull, Anglia – Hull Arena
10. 5 lipca 2002 – Londyn, Anglia – Finsbury Park
11. 6 lipca 2002 – Londyn, Anglia – Finsbury Park
12. 7 lipca 2002 – Londyn, Anglia – Finsbury Park
13. 10 lipca 2002 – Newcastle, Anglia – Telewest Arena
14. 11 lipca 2002 – Newcastle, Anglia – Telewest Arena
15. 13 lipca 2002 – Balado, Szkocja – Aerodrome, festiwal T in the Park
16. 14 lipca 2002 – Ratoath, Irlandia – Fairyhouse Racecourse, festiwal Witnness
17. 16 lipca 2002 – Vicenza, Włochy – Stadio Comunale
18. 17 lipca 2002 – Lucca, Włochy – Piazza Napoleone
19. 19 lipca 2002 – Berno, Szwajcaria – Gurtenfestival
20. 21 lipca 2002 – Majorka, Hiszpania – Calvia, festiwal Isladencanta
21. 23 lipca 2002 – Salamanka, Hiszpania – Plaza de Toros La Glorieta
22. 24 lipca 2002 – Vigo, Włochy – Parque De Castrelos
23. 26 lipca 2002 – Rzym, Włochy – Foro Italiaco Centrale Del Tennis Stadion
24. 27 lipca 2002 – Rzym, Włochy – Foro Italiaco Centrale Del Tennis Stadion
25. 2 sierpnia 2002 – Ft Lauerdale, Floryda, USA – Pompano Beach Amphitheater
26. 4 sierpnia 2002 – Hollywood, Floryda, USA – Hard Rock Live
27. 5 sierpnia 2002 – Atlanta, Georgia, USA – The Tabernacle
28. 7 sierpnia 2002 – Indianapolis, Indiana, USA – Murat Shrine
29. 9 sierpnia 2002 – Upper Darby, Pensylwania, USA – Tower Theater
30. 10 sierpnia 2002 – Boston, Massachusetts, USA – Fleet Pavillion
31. 11 sierpnia 2002 – New York City, Nowy Jork, USA – Beacon Theater
32. 13 sierpnia 2002 – New York City, Nowy Jork, USA – Beacon Theater
33. 14 sierpnia 2002 – New York City, Nowy Jork, USA – Beacon Theater
34. 16 sierpnia 2002 – Montreal, Quebec, Kanada – Molson Centre
35. 17 sierpnia 2002 – Toronto, Ontario, Kanada – Molson Amphitheatre
36. 20 sierpnia 2002 – Chicago, Illinois, USA – Chicago Theatre
37. 21 sierpnia 2002 – Detroit, Michigan, USA – Fox Theatre
38. 7 września 2002 – Derry, Irlandia Północna – Prehen Playing Fields
39. 9 września 2002 – Aberdeen, Szkocja – Aberdeen Exhibition and Conference Centre
40. 10 września 2002 – Aberdeen, Szkocja – Aberdeen Exhibition and Conference Centre
41. 12 września 2002 – Edynburg, Szkocja – Edinburgh Corn Exchange
42. 14 września 2002 – Manchester, Anglia – Lancashire County Cricket Club
43. 17 września 2002 – Paryż, Francja – Zénith de Paris
44. 25 września 2002 – Tokio, Japonia – Yoyogi Daiichi Taiikukan
45. 26 września 2002 – Tokio, Japonia – Yoyogi Daiichi Taiikukan
46. 28 września 2002 – Tokio, Japonia – Yoyogi Daiichi Taiikukan
47. 29 września 2002 – Tokio, Japonia – Yoyogi Daiichi Taiikukan
48. 1 października 2002 – Fukuoka, Japonia – Kokusai-Tenjijo
49. 2 października 2002 – Osaka, Japonia – Castle Sports Hall
50. 3 października 2002 – Osaka, Japonia – Castle Sports Hall
51. 5 października 2002 – Sendai, Japonia – Miyagi-Ken Taiikukan
52. 7 października 2002 – Hiroszima, Japonia – Sun Plaza Hall
53. 8 października 2002 – Nagoja, Japonia – Rainbow Hall
54. 11 października 2002 – Sydney, Australia – Enmore Theatre
55. 12 października 2002 – Brisbane, Australia – Brisbane Exhibition Ground, festiwal Livid
56. 14 października 2002 – Canberra, Australia – Royal Theatre
57. 15 października 2002 – Newcastle, Australia – Newcastle Civic Theatre
58. 17 października 2002 – Melbourne, Australia – Forum Theatre
59. 19 października 2002 – Melbourne, Australia – Melbourne Park, festiwal Livid
60. 20 października 2002 – Sydney, Australia – Moore Park
61. 23 października 2002 – Melbourne, Australia – Forum Theatre
62. 24 października 2002 – Quezon City, Filipiny – Araneta Coliseum
63. 26 października 2002 – Singapur, Singapore Indoor Stadium
64. 10 listopada 2002 – Nottingham, Anglia – National Ice Centre
65. 11 listopada 2002 – Nottingham, Anglia – National Ice Centre
66. 13 listopada 2002 – Glasgow, Szkocja – Braehead Arena
67. 14 listopada 2002 – Glasgow, Szkocja – Braehead Arena
68. 16 listopada 2002 – Lille, Francja – Le Zénith
69. 17 listopada 2002 – Rennes, Francja – Le Liberte
70. 19 listopada 2002 – Salamanka, Hiszpania – Pabéllon de Würzburg
71. 20 listopada 2002 – Bilbao, Hiszpania – Pabellón Municipal de Deportes la Casilla
72. 22 listopada 2002 – Assago, Włochy – Forum di Assago
73. 23 listopada 2002 – Pesaro, Włochy – PBA Palasport
74. 25 listopada 2002 – Zurych, Szwajcaria – Hallenstadion
75. 28 listopada 2002 – Stuttgart, Niemcy – Messe Congres Centrum B
76. 29 listopada 2002 – Frankfurt, Niemcy – Jahrhunderthalle Höchst
77. 1 grudnia 2002 – Monachium, Niemcy – Zenith
78. 2 grudnia 2002 – Hamburg, Niemcy – Color-Line Arena
79. 4 grudnia 2002 – Düsseldorf, Niemcy – Phillipshalle
80. 5 grudnia 2002 – Brema, Niemcy – Pier 2
81. 8 grudnia 2002 – Cardiff, Walia – CIA
82. 9 grudnia 2002 – Cardiff, Walia – CIA
83. 11 grudnia 2002 – Brighton, Anglia – Brighton Centre
84. 12 grudnia 2002 – Plymouth, Anglia – Plymouth Pavillion
85. 14 grudnia 2002 – Sheffield, Anglia – Hallam FM Arena
86. 16 grudnia 2002 – Liverpool, Anglia – Royal Court Theatre
87. 18 grudnia 2002 – Birmingham, Anglia – National Indoor Arena
88. 19 grudnia 2002 – Birmingham, Anglia – National Indoor Arena